# Касьянов Геннадій Сергійович
Касьянов Геннадій Сергійович (нар. 1 січня 1953, Запоріжжя — 12 серпня 2018, Чернігів) — український режисер, директор-художній керівник Чернігівського обласного Молодіжного театру (1985—2018), заслужений діяч мистецтв України (2002).

## Життєпис
Народився 1 січня 1953 року в Запоріжжі. У 1975 році  закінчив Харківський державний інститут культури ( викл. М. Мушкіна). у 1982 році Харківський інститут мистецтв (викл. Р. Черкашин). Від 1982 року — головний режисер Чернігівського театру ляльок. Від 1985 року ― засновник та головний режисер, від 1996 року ― директор, художній керівник Чернігівського молодіжного театру. 

## Роботи в театрі
- «Старший син» О. Вампілова (1988),
- «Лоліта» Е. Олбі за В. Набоковим (1992),
- «За двома зайцями» М. Старицького (1993),
- «Татуйована троянда» Т. Вільямса (1995),
- «Вишневий сад» (1997),
- «Чайка» (2010) та «Дядя Ваня» (2011) А. Чехова,
- «Смерть Тарєлкіна» О. Сухово-Кобиліна (1997),
- «Гамлет» В. Шекспіра (1998),
- «Ревізор» М. Гоголя,
- «Украдене щастя» І. Франка (обидві – 2000),
- «Дон Кіхот» М. Булгакова за М. де Сервантесом (2010).

## Галерея

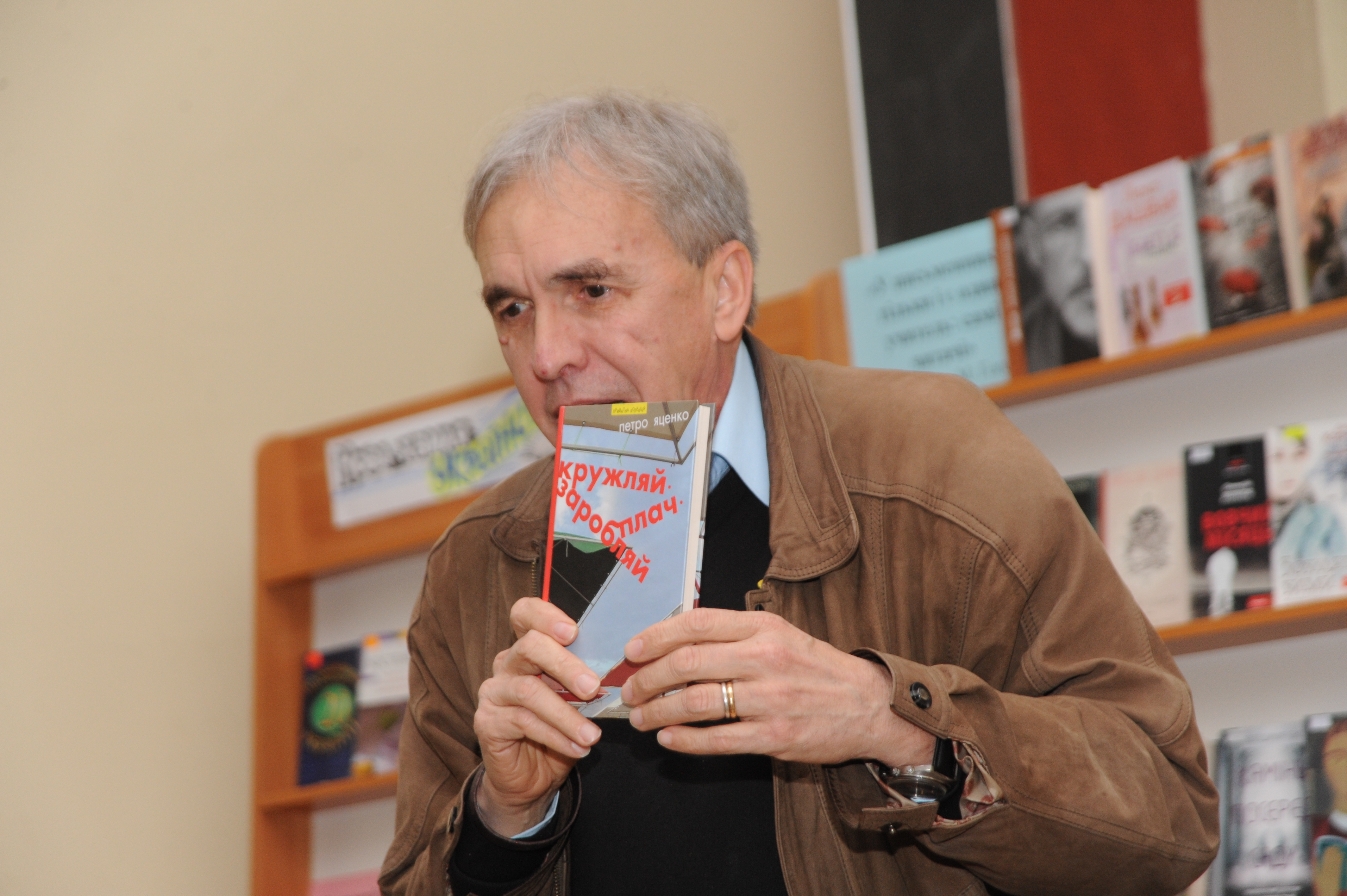
Геннадій Касьянов на творчій зустрічі в Чернігівській ОУНБ ім. В. Г. Короленка
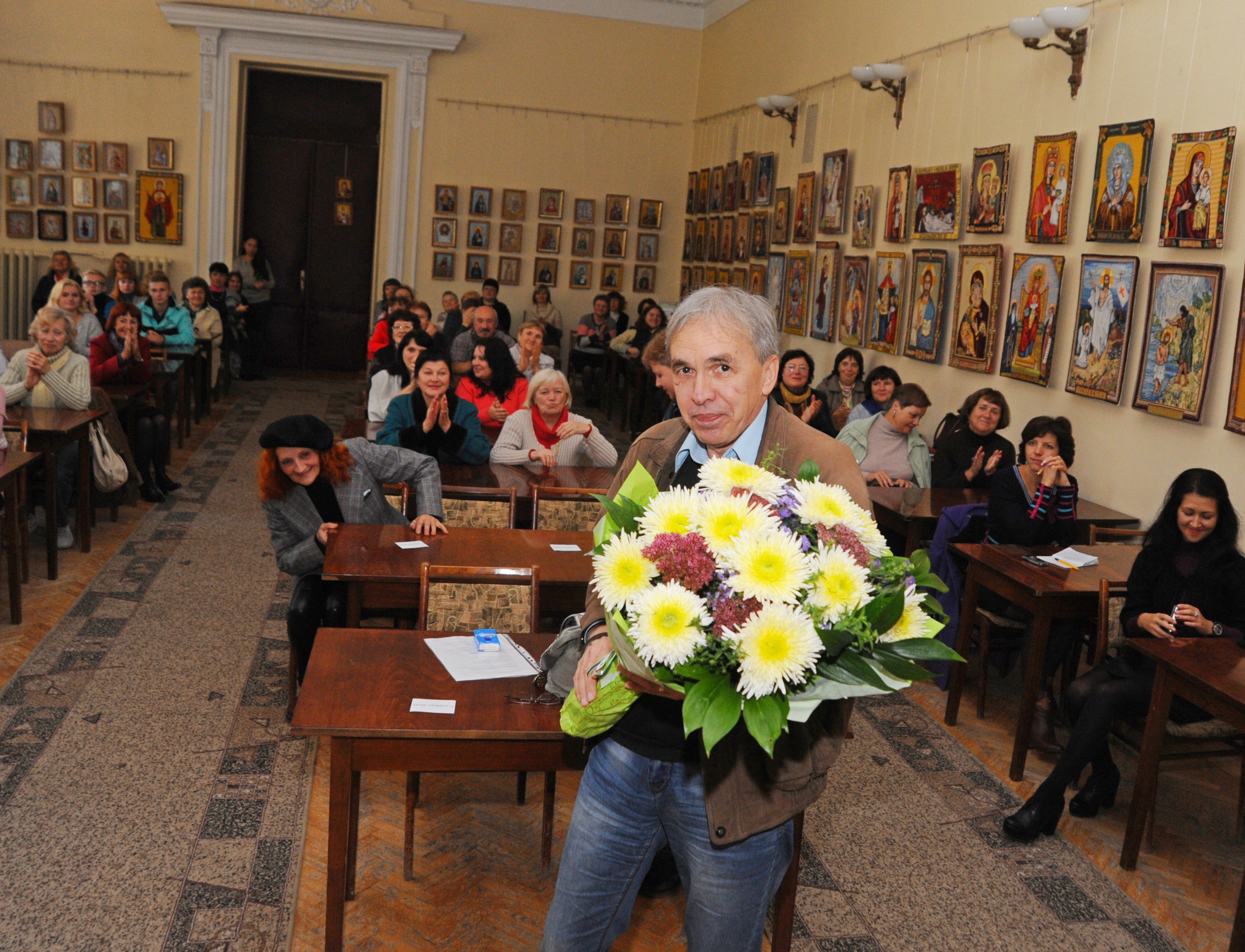
Геннадій Касьянов на творчій зустрічі в Чернігівській ОУНБ ім. В. Г. Короленка